# Danuta Kozák
Danuta Kozák (n. 11 ianuarie 1987, Budapesta, Republica Populară Ungară) este o caiacistă ce a reprezentat Ungaria, medaliată olimpică. A participat la 4 ediții ale Jocurilor Olimpice (2008, 2012, 2016, 2020) în care a câștigat două medalii de aur și o medalie de argint.